# ET Близнецов
ET Близнецов (лат. ET Geminorum) — одиночная переменная звезда в созвездии Близнецов на расстоянии (вычисленном из значения параллакса) приблизительно 6 345 световых лет (около 1 945 парсек) от Солнца. Видимая звёздная величина звезды — от +14,1m до +13,1m.

## Характеристики
ET Близнецов — красная пульсирующая медленная неправильная переменная звезда (LB) спектрального класса M6,5. Эффективная температура — около 3295 К.